# Debra Armstrong
Deborah Sue Armstrong z domu Edwards (ur. 9 listopada 1954 w Taylor) – amerykańska lekkoatletka, sprinterka, dwukrotna olimpijka.

## Kariera sportowa
12 sierpnia 1972 w Champaign ustanowiła wraz z koleżankami z reprezentacji Stanów Zjednoczonych rekord świata w sztafecie 4 × 440 jardów czasem 3:33,9 (sztafeta biegła w ustawieniu: Edwards, Mable Fergerson, Madeline Jackson i Kathy Hammond).
Na igrzyskach olimpijskich w 1972 w Monachium Edwards odpadła w eliminacjach biegu na 400 metrów. Była rezerwową zawodniczką w sztafecie 4 × 400 metrów.
Na kolejnych igrzyskach olimpijskich w 1976 w Montrealu, startując już pod nazwiskiem Armstrong, odpadła w półfinale biegu na 200 metrów, zajęła 7. miejsce sztafecie 4 × 100 metrów (która biegła w składzie Martha Watson, Evelyn Ashford, Armstrong i Chandra Cheeseborough), a także była rezerwową zawodniczką w sztafecie 4 × 400 metrów.
Armstrong była mistrzynią Stanów Zjednoczonych (AAU) w  biegu na 200 metrów w 1975.

## Rekordy życiowe
Rekordy życiowe Armstrong:
- bieg na 100 metrów – 11,4 s (14 lipca 1971, Houston)
- bieg na 200 metrów – 22,96 s (22 czerwca 1976, Eugene)
- bieg na 400 metrów – 52,6 s (27 czerwca 1975, White Plains)

## Rodzina
Wyszła za mąż za Ainsleya Armstronga, sprintera z Trynidadu i Tobago, olimpijczyka w 1972 i 1976. Ich syn Aaron Armstrong reprezentował Trynidad i Tobago i był złotym medalistą igrzysk olimpijskich w 2008 w Pekinie w sztafecie 4 × 100 metrów.